# Casa Senyorial de Suntaži
La Casa Senyorial de Suntaži (en letó: Suntažu muižas pils; en alemany:Schloß Sunzel) a la regió històrica de Vidzeme, al municipi d'Ogre del nord de Letònia.
Originàriament va ser construïda com una estructura d'una planta a la vora del final del segle xviii, va ser ampliada durant el segle xix. Severament danyada per un incendi el 1905, va ser restaurada l'any 1909. L'edifici va allotjar a partir de 1920 l'escola primària Suntaži i després des de 1952 l'escola secundària Suntaži.